# 다윈 (프로젝트)
다윈(Darwine)은 와인 라이브러리를 다윈과 맥 OS X를 위해(와인 프로젝트에서는 OS X를 위한 소스를 제공하지만 바이너리 빌드는 제공하지 않음) 포팅한 것이다. 다윈 프로젝트는 포팅하고 와인을 맥 OS X와 다윈을 사용하는 사용자가 윈도 애플리케이션을 실행시키는 다른 도구인만큼 개발할 예정이다.

## 같이 보기
- 와인
- 맥 OS X